# Тайвань (Новосибирская область)
Тайвань (также Тань-Вань, Таньвань, Тай-Вай, Медвежий) — необитаемый остров на Новосибирском водохранилище («Обском море»). Образовался в результате заполнения водохранилища после строительства Новосибирской ГЭС. Остров покрыт берёзовым лесом.
Название "Тайвань" было дано острову, потому что в процессе заполнения Новосибирского водохранилища он отделился от суши, как Тайвань от Китая. Это название было исходным, а "Тань-Вань" - это его последующая шутливая переделка, сделанная М. А. Лаврентьевым.
По рассказам старожилов Новосибирского академгородка, в частности Г. И. Марчука, происхождение названия — остров Тань и Вань — связано с тем, что на нём часто уединялись молодые влюблённые парочки.
По воспоминаниям академика А. И. Леонтьева, проводя свои эксперименты с вихревыми кольцами, Б. В. Войцеховский достреливал из гидропушки до острова помещённые в кольца бумажные конверты.
Постоянного сообщения с берегом Тайвань не имеет, однако летом его часто посещают рыбаки и туристы на различных судах, а зимой до острова достаточно легко добраться по льду водохранилища. В относительной близости от Тайваня находится другой остров — Хреновый, на котором располагаются остатки и развалины затопленного старого Бердска.
В водах водохранилища, у побережья острова имеется скопление полузатопленных бетонных конструкций, представляющее некоторую опасность для судоходства.

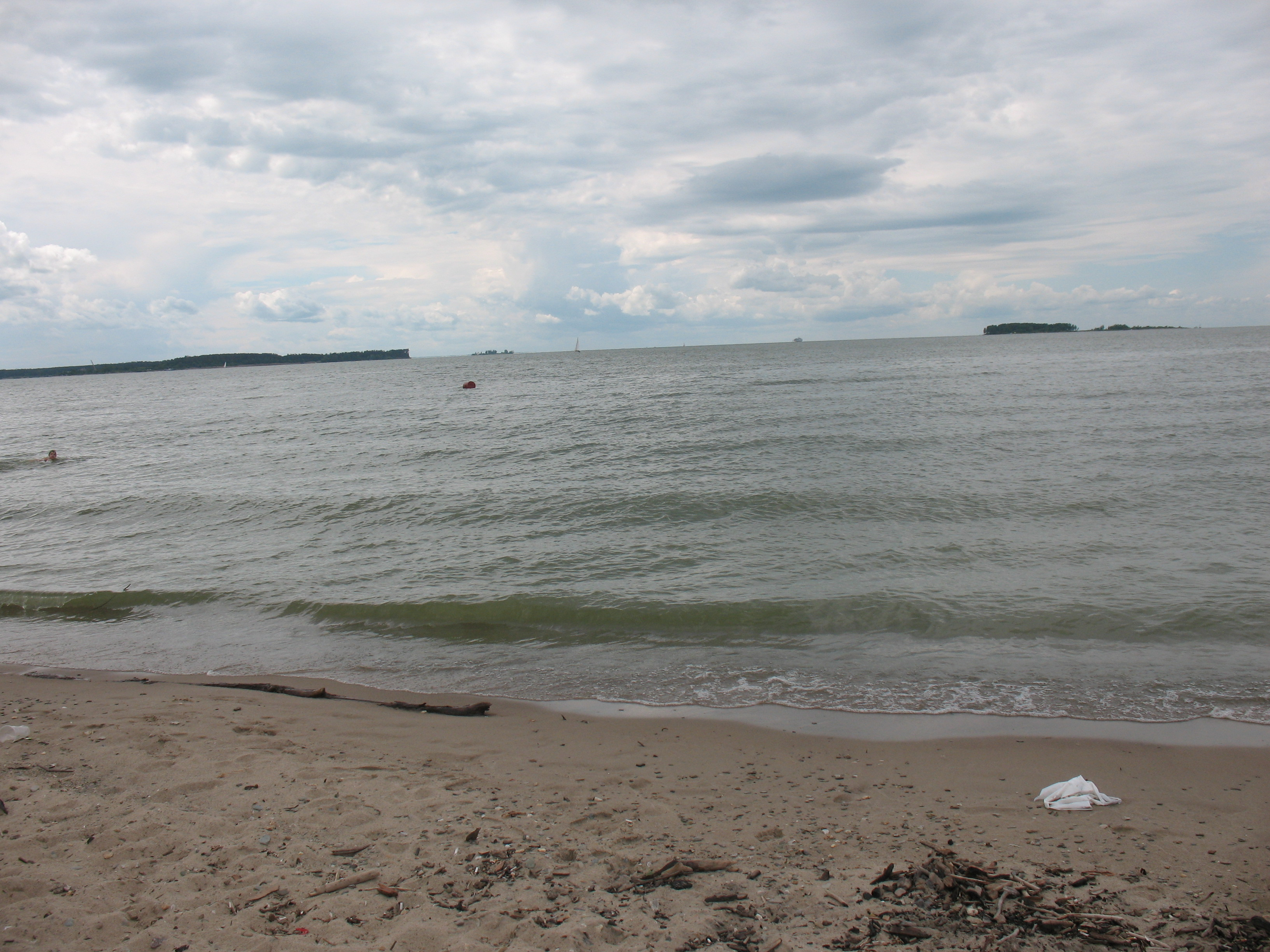
Остров Тань-Вань, на горизонте справа

До строительства Новосибирской ГЭС по острову проходило Бердское шоссе, соединявшее Бердск с Новосибирском. После заполнения водохранилища шоссе было частично перенесено на новое место, а на острове можно найти его старую часть. На Тайване также присутствует много затопленных углублений в земле, которые, возможно, являются остатками заброшенных погребов.